# انتظار (فیلم ۱۳۷۹)
انتظار، فیلمی به کارگردانی  و نویسندگی محمد نوری زاد محصول سال ۱۳۷۹ است.

## بازیگران
- محمدعلی کشاورز
- زهرا امیرابراهیمی
- مجید مشیری
- رضا سعیدی
- زهرا سعیدی
- احمد کاوری
- مصطفی طاری
- فلور سعیدی
- محسن آراسته
- مریم سلطانی
- علیرضا نجف زاده